# Vườn quốc gia Chiloé
Vườn quốc gia Chiloé là một vườn quốc gia nằm ở bờ biển phía tây của đảo Chiloé, thuộc tỉnh Chiloé, vùng Los Lagos (vùng các hồ). Nó có diện tích 430,57 km2 (166 dặm vuông Anh) được chia thành hai khu vực chính. Khu vực có diện tích nhỏ hơn bao gồm Chepu nằm ở Ancud, trong khi phần còn lại gọi là Anay nằm tại Dalcahue, Castro và Chonchi. Khu vực có diện tích lớn hơn nằm tại chân của dãy Ven biển Chile, được gọi là Cordillera del Piuchén. Nó bao gồm các cồn cát, rừng mưa ôn đới Valdivian, đầm lầy và đầm lầy than bùn. Một phần nhỏ có tên Metalqui, là một hòn đảo nhỏ có diện tích 0,5 km2 (0,19 dặm vuông Anh). 

## Lịch sử
Được thành lập vào năm 1982, vườn quốc gia này có diện tích lớn hơn so với diện tích hiện tại của nó. Điều này là do một phần có diện tích 45 km2 (17 dặm vuông Anh) chuyển thành khu vực đất dân cư.

## Tự nhiên

### Khí hậu
Vườn quốc gia có khí hậu ôn đới ẩm ướt, với nhiệt độ trung bình hàng năm là 11 °C (52 °F) và lượng mưa dồi dào, phân bố đồng đều trong suốt cả năm, thay đổi theo độ cao. Trên bờ biển Thái Bình Dương có lượng mưa trên 3.000 mm (120 in), trong khi ở khu vực có độ cao cao hơn của dãy núi Piuchén, lượng mưa lên tới gần 5.000 mm (200 in), còn tại các khu vực khuất bóng mưa tạ triền núi phía đông, có lượng mưa ít nhất khi chỉ đạt 2.500 mm (98 in) trong năm.

### Động thực vật
Thảm thực vật chủ yếu là khu Rừng mưa ôn đới Valdivian, dày đặc các cây cổ thụ, cây bụi và dây leo. Các loài bao gồm cây thường xanh là loài Cử phương nam, Dương nhị tiên cùng một số loài bản địa, trong đó có cả loài Alerce
Đảo Chiloé và Vịnh Corcovado là địa điểm nổi tiếng trên thế giới bởi sự hiện diện của Cá voi xanh lùn, một phân loài của cá voi xanh (Dự án Alfaguara bởi Trung tâm Bảo tồn cá voi). Và hiện chỉ có trên 4 địa điểm tại Nam bán cầu có sự hiện diện của loài Cá voi xanh lùn và Cá voi xanh được nhiều người biết đến, bao gồm cả khu vực Chiloé. Trong khu vực này, đáng chú ý là cá voi thường di chuyển vào các vịnh hẹp để kiếm ăn và nghỉ ngơi. Đây cũng là một môi trường sống quan trọng cho các loài cá voi khác bao gồm Cá voi lưng gù, Cá voi vây, cá voi Sei đều là những loài cực kỳ nguy cấp. Tại đây có thể dễ dàng bắt gặp loài Cá voi đầu bò phương nam. Vườn quốc gia có nhiều điểm ngắm nhìn cá voi rất tốt, ví dụ như là ở Caleta Zorra, một vịnh nằm phía nam của hòn đảo.